# Matías Urbano
Matías Héctor Sebastián Urbano (Cipolletti, Río Negro, 2 de junio de 1981) es un exfutbolista argentino. Su último club fue el Club Atlético General Paz Juniors en el Torneo Argentino B.

## Trayectoria
En 2006 llega a Chile para jugar por Deportes La Serena, anotando 9 goles en 15 partidos. Al año siguiente llega a Everton, en el que jugó 40 encuentros, anotando 13 goles.
A su llegada a Cúcuta Deportivo, entró al grupo de forma discreta. Sorprendió al llegar a sustituir al goleador del equipo en el 2007-II, el boliviano Diego Aroldo Cabrera. Diego y Matias llevan una gran relación de amistad, y en los últimos partidos jugados por el equipo colombiano jugaron ambos en la delantera, siendo esta una de las más efectivas del torneo colombiano.
Su apodo del "Cachama" (o pescadito en Chile) tiene como origen su distinguida celebración, al extenderse en el piso y hacer brincar su cuerpo tal como lo hace un pescado en una sartén. En un partido marcó 6 goles, y la celebración partió en que El potro Cabrera se tiró al césped como una tabla, y Urbano hizo como si fuera arriba de un monopatín. Esta celebración también fue repetida en el torneo chileno, donde la prensa local lo llamó el surfista.
Fue integrante del plantel de fútbol mayor del Pro Patria Calcio en la Lega Pro Prima Divisione.

### Unión San Felipe
Matías vuelve a Chile después de no tener fortuna en el fútbol italiano, recalando en el equipo de primera división, Santiago Morning. Tras no tener demasiadas oportunidades en este equipo, termina fichando en Unión San Felipe. Fue de vital importancia en la gran campaña que tuvo su club en el Torneo Apertura 2011 con sus 11 goles en la fase regular permitiendo a Unión San Felipe clasificar a los Play-offs como el 7° clasificado enfrentando a Universidad de Chile por cuartos de final. En el partido de ida, San Felipe fue derrotado por 2-1. Durante el primer tiempo, el partido se vio muy equilibrado, pero él mismo logró poner en ventaja a su equipo a los 26 minutos batiendo a Johnny Herrera. Ya en el segundo tiempo la U salió con todo a buscar la victoria consiguiéndola a través de los goles de Gustavo Canales y Albert Acevedo en los 48´ y 58´ respectivamente terminando el partido 2-1 a favor de los Azules. En el partido de vuelta, Unión tuvo que ir a ganar por una diferencia mayor a dos goles lo que se vio imposibilitado con el gol de Eduardo Vargas a los 6 minutos del primer tiempo lo que aumentó la diferencia a 3. Después de que San Felipe mejorara y tuviera varias oportunidades anotó el empate Nicolás Trecco lo que no bastó para pasar a semifinales terminando el partido 1-1.
Gracias a los 12 goles que convirtió por San Felipe terminó siendo el Goleador del torneo.
Para el clausura volvió a convertir en la segunda fecha del torneo frente a Unión La Calera colocando el empate a 1-1 de rabona. También anotó frente a Deportes Iquique en dos ocasiones, donde el primer gol fue anotado a través de rabona,lo que causó mucha expectación en la prensa chilena. Luego de no convertir desde la 5 fecha donde anotó el 2-2 frente a Audax Italiano, Urbano marcó el único gol del partido frente a Universidad Católica el cual se jugó en San Carlos de Apoquindo, lo que le permitió a Unión escapar momentáneamente del último puesto del torneo. Cinco fechas más tarde, anotó su último gol en la temporada contra Universidad de Concepción, con lo que concretó 6 goles, la mitad de goles que convirtió en el apertura. La mala campaña de su equipo en el clausura hizo que tuvieran que jugar la liguilla de promoción para evitar perder la categoría. En esta instancia se enfrentaron a Everton de Viña del Mar, con el que perdieron el partido de ida 1-0, pero gracias a que en el partido de vuelta lo ganaron 2-0 mantuvieron la categoría.

### Millonarios
En enero de 2012, se confirmó su contratación en Colombia en el equipo Millonarios. Debutó con los albiazules el 31 de enero de 2012, en el primer partido del Torneo de Apertura 2012 contra Santa Fe de Bogotá. Anotó su primer gol con el club colombiano el 28 de marzo de 2012, en la victoria 2-1 contra Bogotá F. C. por la Copa Colombia. También le anotó un gol al Atlético de Madrid en partido amistoso y disputó el Trofeo Santiago Bernabéu frente al Real Madrid con el club Embajador.
Jugó dos partidos por la Copa Sudamericana 2012, el primero fue en el triunfo de Millonarios 3-0 sobre el Inti Gas del Perú y el segundo fue en el empate 1-1 frente al Guaraní de Paraguay.

## Clubes
| Club                         | País      | Año       |
| ---------------------------- | --------- | --------- |
| Club Cipolletti              | Argentina | 1999-2001 |
| Almirante Brown de Arrecifes | Argentina | 2001      |
| Talleres de Córdoba          | Argentina | 2001-2002 |
| Real Cartagena               | Colombia  | 2002      |
| Macará                       | Ecuador   | 2003      |
| Deportivo Quito              | Ecuador   | 2003      |
| San Lorenzo de Almagro       | Argentina | 2004      |
| Club León                    | México    | 2004      |
| Cruz Azul Oaxaca             | México    | 2005      |
| El Porvenir                  | Argentina | 2005      |
| Deportes La Serena           | Chile     | 2006      |
| Everton de Viña del Mar      | Chile     | 2007      |
| Cúcuta Deportivo             | Colombia  | 2008      |
| San Martín de Tucumán        | Argentina | 2009      |
| Patria Calcio                | Italia    | 2009      |
| Santiago Morning             | Chile     | 2010      |
| Unión San Felipe             | Chile     | 2011      |
| Millonarios                  | Colombia  | 2012      |
| Unión San Felipe             | Chile     | 2013      |
| Club Cipolletti              | Argentina | 2013-2014 |
| Atenas de Rio Cuarto         | Argentina | 2014      |
| General Paz Juniors          | Argentina | 2015      |

## Palmarés

### Campeonatos nacionales
| Título    | Club        | País     | Año     |
| --------- | ----------- | -------- | ------- |
| Primera A | Millonarios | Colombia | II-2012 |

### Distinciones individuales
| Distinción                                 | Año    |
| ------------------------------------------ | ------ |
| Goleador de la Primera División de Chile   | 2011-A |
| Parte del Equipo Ideal de El Gráfico Chile | 2011   |